# Taxi Love, servizio per signora
Taxi Love, servizio per signora è un film italo-spagnolo del 1976 diretto da Sergio Bergonzelli.

## Trama
Durante l'estate entra in funzione l'organizzazione S.S., che significa "Servizio Straniere" e consiste in un gruppo di tassisti che offrono alle turiste tutto quanto desiderano: l'automobile per viaggiare, il cicerone per illustrare monumenti, con in più una novità; vi sono comprese anche le prestazioni sessuali. A un siciliano bruttino, di professione meccanico e già sposato toccano le donne meno piacenti, mentre un giovane attraente fa strage di cuori e di corpi, tanto che da Stoccolma giungono altre fanciulle a lui indirizzate dalle amiche evidentemente soddisfatte. Il problema è che anche il piacente giovane è unito in matrimonio e la moglie, in principio tenta di ribellarsi ai suoi tradimenti; ma in realtà attua una sorta di confronto con una barista rimasta vedova che al termine della stagione estiva, quando il capo dell'organizzazione rimane senza l'automobile, entra in società con lui offrendogli un'altra macchina che fu del defunto marito; ma l'auto si rivela un rottame e il gruppo è costretto a sciogliersi. Li ritroviamo all'inizio di una nuova stagione estiva: il meccanico siciliano diventa padre mentre il giovane adotta un trovatello; al ritorno delle ragazze straniere sua moglie cerca di consolarsi per il successo che il marito continua a ottenere col gentil sesso.

## Commento
È il secondo film girato in esterni a Pescara da Sergio Bergonzelli. Altri luoghi abruzzesi per le riprese: Montesilvano, Torre di Cerrano, Lanciano, Parco nazionale d'Abruzzo. Presentato alla Commissione di Revisione Cinematografica, ottenne il visto di censura n. 69.576 il 21 dicembre 1976, e quindi venne iscritto al P.R.C. al n. 6.338 il 28 gennaio 1977. In Spagna, paese coproduttore, uscì col titolo El taxista de señoras.